# Chicomurex venustulus
Chicomurex venustulus is een slakkensoort uit de familie van de Muricidae. De wetenschappelijke naam van de soort is voor het eerst geldig gepubliceerd in 1975 door Rehder & Wilson.